# Concerto for Group and Orchestra
Concerto For Group And Orchestra is een live-album van de Britse hardrockband Deep Purple in hun meest succesvolle samenstelling (MK2). Het album is opgenomen in een concert in de Royal Albert Hall in Londen, samen met het Royal Philharmonic Orchestra, gedirigeerd door Malcolm Arnold. Het concert vond plaats op 24 september 1969 en werd live door de BBC-radio uitgezonden. Later heeft de BBC nog een video-opname van het concert uitgebracht. 
De partituur van het concert was jarenlang onvindbaar, maar de Goudse componist Marco de Goeij herschreef het, zodat het 1999 opnieuw kon worden opgevoerd.

## Tracklist
1. First movement: moderato allegro – 19:06 (Lord)
2. Second movement: andante - 19:01 (Lord, teksten door Ian Gillan) (op de originele LP verdeeld over de twee kanten).
3. Third movement: vivace presto - 19:24 (Lord)

## Bezetting
- Ian Gillan: Zang
- Roger Glover: Basgitaar
- Ritchie Blackmore: Gitaar
- Jon Lord: keyboard, orgel
- Ian Paice: Drums, percussie
- Royal Philharmonic Orchestra met als dirigent: Malcolm Arnold

## Heruitgebracht op CD
In 1991 is de elpee op CD opnieuw uitgebracht, met voorafgaand aan het concert twee nummers:
1. Wring that neck - 12.51 (Blackmore/Lord/Simper/Paice)
2. Child in Time - 12.27 (Blackmore/Gillan/Glover/Lord/Paice)